# Microdytes franzi
Microdytes franzi – gatunek wodnego chrząszcza z rodziny pływakowatych, podrodziny Hydroporinae i plemienia Hyphydrini.

## Taksonomia
Gatunek opisany został w 1998 roku przez Günthera Wewalkę i Liang-Jong Wanga. Nazwa gatunkowa została nadana cześć H. Franza.

## Opis
Ciało długości 1,4 do 1,6 mm i szerokości od 1 do 1,1 mm, regularnie owalne, umiarkowanie wypukłe. Głowa ciemnordzawa, bardzo rzadko, umiarkowanie silnie, nieregularnie punktowana. Czułka żółtawo-ceglaste. Przedplecze ciemnordzawe, na bocznych brzegach rudoceglaste, rzadko punktowane. Obrzeżenie przedplecza cienko odgraniczone. Pokrywy rdzawe z wyraźną poprzeczną, z tyłu falistą przepaską w części przedniej, nie sięgającą szwu, wyciągniętą wzdłuż bocznych krawędzi prawie do wierzchołka pokryw, w tylnej ich części przechodzącą w małą przepaskę zaśrodkową. Ponadto występuje okrągła, ceglasta plamka zaśrodkowa w pobliżu szwu. Odnóża barwy ceglastej.

## Występowanie
Gatunek ten jest endemitem Laosu.